# Ugo Ferrandi
Ugo Ferrandi (Novara, 6 gennaio 1852 – Novara, 28 ottobre 1928) è stato un esploratore italiano.

## Biografia

### Giovinezza e formazione
Conosciuto come uno dei più grandi geografi-esploratori del novarese, nacque da una ricca famiglia di proprietari terrieri.
Intraprese gli studi classici presso il Collegio Nazionale di Novara ma, respinto agli esami di licenza ginnasiale nell'anno scolastico 1867-68, frequentò prima la scuola tecnica e l'istituto tecnico di Novara e poi l'istituto nautico di Genova, diventando capitano di lungo corso all'età di 22 anni. Conseguì la patente di capitano non molto tempo dopo un'esperienza giovanile in qualità di mozzo a bordo di un veliero mercantile diretto verso il Mar Rosso.

### In Africa
Tuttavia, lasciò ben presto l'uniforme del marinaio per entrare come agente nella casa Bienenfeld, che aveva allora le sue sedi in Aden e nell'Harar. Si stabilì così sulla costa somala dove fu impegnato in commerci costieri a Mogadiscio ed in Arabia.
Ferrandi fu amico e compagno di Vincenzo Filonardi, esploratore dell'Uebi Scebeli e del territorio compreso tra Mogadiscio e Brava, partecipò alle prime azioni italiane negli scali del Benadir.
Venuto a conoscenza della partenza dall'Italia della spedizione del generale Alessandro Asinari di San Marzano per vendicare l'eccidio di Dogali, lasciò la Somalia e si recò in Eritrea, dove lavorò come consigliere e corrispondente di diversi giornali.
Rimase in Eritrea fino al maggio 1888, quando le truppe italiane rientrarono e il governo della colonia eritrea passò al generale Baldissera.
In seguito Ferrandi si trasferì di nuovo a Brava, progettando inedite esplorazioni in quella parte dell'Africa sotto influenza italiana.
Nel febbraio 1889 lavorò nell'Harar, da dove inviava informazioni alla Società d'Esplorazione Commerciale di Milano sulle condizioni del paese da poco occupato dagli scioani. Le qualità dimostrate dal Ferrandi nella stesura delle relazioni spinsero la Società ad affidargli il compito di effettuare ripetuti viaggi di conoscenza della costa somala.
Il Ferrandi visitò tutti gli scali di quella costa fino a Brava, da dove si propose poi di raggiungere il territorio della Goscia, arrivando fino al corso del fiume Giuba, all'altezza di Bardera. L'esplorazione avrebbe dovuto offrire le conoscenze necessarie per una futura penetrazione politica ed economica nell'interno della Somalia. Non minore importanza aveva lo stabilire buone relazioni commerciali con i capi locali, al fine di soddisfare le esigenze dei soci della Società di Esplorazione Commerciale che erano alla continua ricerca di nuovi mercati.
Tra il 1880 e il 1887 venne iniziato in Massoneria  nella Loggia Ugo Foscolo di Novara. 
Nel 1893 fu incaricato di effettuare un'ulteriore esplorazione nella zona, sempre per conto della Società milanese ma d'accordo con la Società Geografica Italiana, sotto gli auspici della quale si stava allestendo in quell'anno la spedizione Bottego  che da Berbera, attraverso la Somalia, si proponeva di verificare la direzione del corso del fiume Omo per giungere alle sorgenti del Giuba, spedizione di cui entrerà in contatto diverse volte.
Entrato a servizio della Società colonizzatrice del Benadir, in Somalia, fu chiamato a partecipare alla seconda spedizione Bottego, nota come spedizione Bottego-Ferrandi. Nel corso della spedizione, raggiunse Lugh nel 1895. Ebbe l'incarico di stabilire una stazione italiana proprio a Lugh della quale fu posto al comando. Nel dicembre 1896, al comando di 100 uomini, difesa vittoriosamente la città contro 1000 abissini; per tale fatto ricevette una medaglia d'argento al valor militare. Rimase in quella città  fino al 1897. Il suo volume Lugh emporio commerciale sul Giuba, pubblicato dalla Società Geografica Italiana nel 1903, costituisce un importante contributo alla conoscenza storica e geografica dell'interno della Somalia.
Terminato l'incarico, il Ferrandi non abbandonò la Somalia ma vi rimase per alcuni anni ancora al comando della stazione di Bardera dove fu impegnato nell'amministrazione e in numerose azioni militari. A Lugh ritornò nel 1910 e tre anni più tardi fu nominato dal Governo residente Commissario dell'Alto Giuba ed in seguito della Somalia settentrionale.

### Ultimi anni
Tuttavia non rimase a lungo in questo ufficio e, superati i settant'anni, nel 1923 tornò nella natìa Novara, dove morì il 26 ottobre 1928.

## Riconoscimenti
In suo onore, nel 1933 il governo italiano impose il cambio di denominazione del paese di Lugh in Lugh Ferrandi.
Con la delibera n. 1008 del 30/12/1939, il comune di Novara gli ha intitolato una via in centro, precedentemente conosciuta come via Quartieri Spagnoli.

## Opere
- Ugo Ferrandi, Da Lugh alla costa (aprile 1897), in Itinerari africani, Novara, Tip. novarese di Arturo Merati, 1902.
- Ugo Ferrandi, Lugh, Emporio Commerciale sul Giuba, Roma, Società Geografica Italiana, 1903. Ospitato su Internet Archive.